# Альмендра, Агустин
Агустин Эсекиэль Альмендра (исп. Agustín Ezequiel Almendra; родился 11 февраля 2000, Аргентина) — аргентинский футболист, полузащитник клуба «Бока Хуниорс».

## Клубная карьера
Альмендра — воспитанник клуба «Бока Хуниорс». 16 апреля 2018 года в матче против «Индепендьенте» он дебютировал в аргентинской Примере.

## Международная карьера
В 2017 году Альмендра принял участие в юношеском чемпионате Южной Америки в Чили. На турнире он сыграл в матчах против команд Венесуэлы, Парагвая, Перу и Бразилии.